# Don't Lose Your Head
«Don't Lose Your Head» (No Pierdas La Cabeza) es una canción escrita por Roger Taylor, baterista de la banda de rock inglesa Queen, como parte de su disco del álbum A Kind of Magic, en el año 1986. El tema, al igual que el resto del álbum, y al igual que los demás otros temas del disco, fue utilizada en la banda sonora de la película Highlander.
En la canción se aprecia a Joan Armatrading haciendo como apoyo vocal.
Fue el lado B del sencillo de Pain Is So Close To Pleasure, pero solo en algunas versiones de los Estados Unidos.
Junto con «Gimme the Prize», son las únicas piezas de A Kind of Magic que no fueron realizadas como sencillo.

## Actuaciones en vivo
Nunca fue tocada esta canción en vivo en los conciertos ni en las giras por Queen.

## Créditos
- Escrita por: Roger Taylor
- Producida por: Queen y David Richards
- Músicos:
- Freddie Mercury: voz, teclados
- Roger Taylor: voz, batería, programación de batería, teclados
- John Deacon: bajo, guitarra rítmica
- Brian May: guitarra eléctrica
- Spike Edney: teclados
- Joan Armatrading: voz adicional

- Datos: Q4037515